# Jiří Barcal
Jiří Barcal (* 9. února 1983) je český fotbalista, v současnosti působící v divizním Zábřehu. Barcal je odchovancem Opavy. V sezoně 2006–2007 nastupoval v první Gambrinus lize. Ve svém působišti, Olomouci, však odehrál pouze dvě utkání a odešel na hostování do týmu AS Trenčín, hrajícího nejvyšší slovenskou fotbalovou soutěž. V roce 2007 nastoupil do FC Hlučín a byl tam až do roku 2008, ve FC Hlučín byl v 2 lize.